# Locarno Film Festival/Leopard – Beste Darstellerin

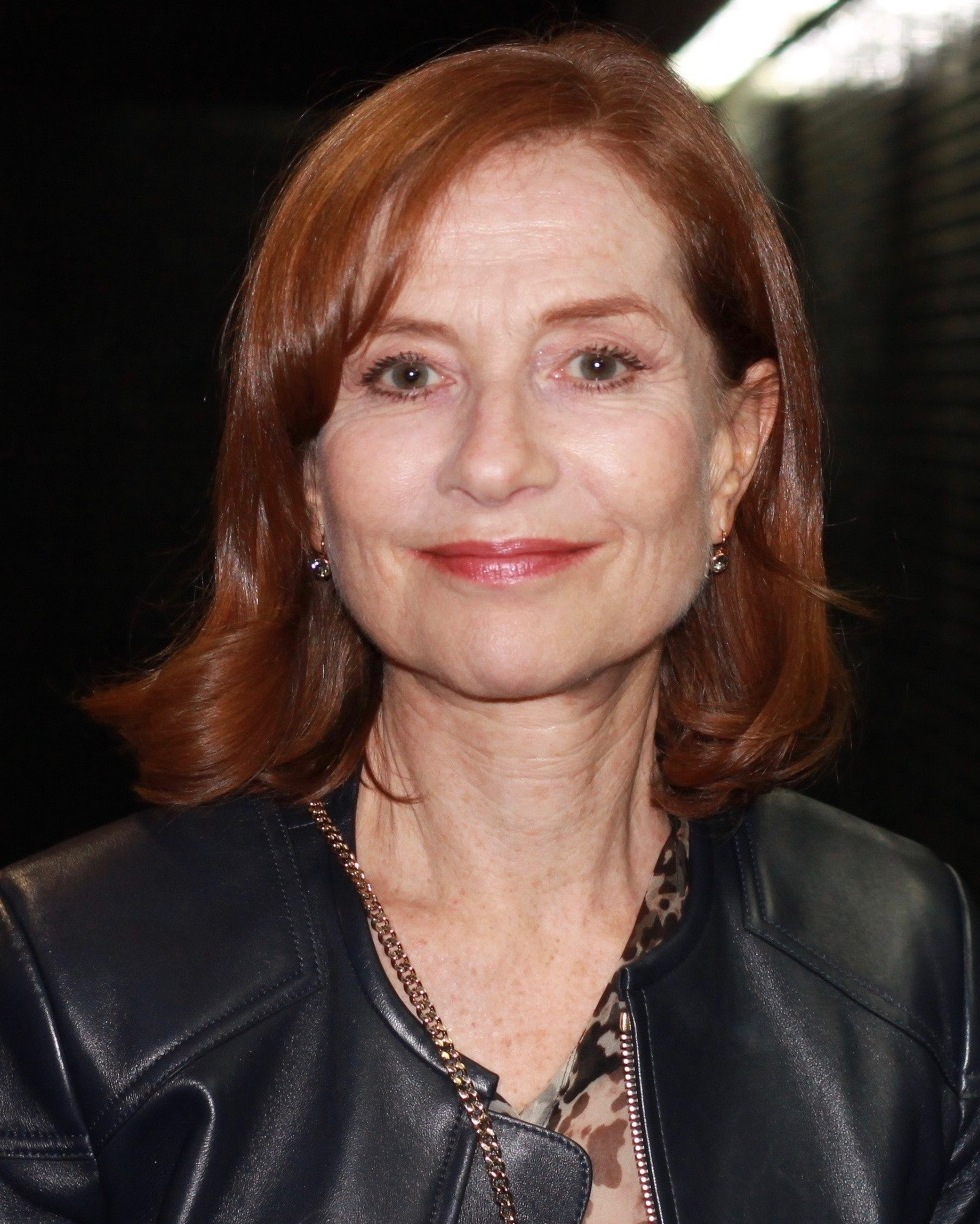
Preisträgerin 2017: Isabelle Huppert (Madame Hyde)

Der Leopard für die beste Darstellerin (italienisch Pardo per la miglior interpretazione femminile) honorierte beim jährlich veranstalteten Filmfestival von Locarno die beste schauspielerische Leistung einer Haupt- oder Nebendarstellerin in einem Wettbewerbsfilm. Eine solche Auszeichnung wurde erstmals bei der ersten Auflage des Festivals im Jahr 1946 verliehen. Über die Vergabe des Preises, der der Gewinnerin ab 2006 in Form einer silbernen Leopardenstatuette überreicht wurde, stimmte die Wettbewerbsjury ab, die sich meistens aus internationalen Filmschaffenden zusammensetzte.
Beginnend mit der 76. Ausgabe 2023 hat die Festivalleitung geschlechtsneutrale Preise für Schauspielleistungen eingeführt, die die Auszeichnungen für weibliche und männliche Rollen ersetzten. Auch für die Sektion Concorso Cineasti del presente  wurde diese Neuerung übernommen. Damit möchte das Festival noch offener und inklusiver werden, um die Vielfalt von Talenten uneingeschränkt zu repräsentieren.

## Preisträgerinnen
Am häufigsten mit dem Darstellerpreis ausgezeichnet wurden französische, italienische und US-amerikanische Filmschauspielerinnen (je vier Siege). Je zweimal triumphieren konnten die Italienerin Valeria Bruni Tedeschi (1993 und 1996) und die US-Amerikanerin Holly Hunter (2003 und 2005).
Mehrfach in der Vergangenheit konnte sich die Jury nicht auf eine Siegerin einigen, während 2005 und 2015 das gesamte weibliche Schauspielensemble eines Films honoriert wurde. Als bislang einzige Schweizer Schauspielerin konnte sich im Jahr 2000 Sabine Timoteo (L’Amour) gegen die Konkurrenz durchsetzen.
| Jahr       | Preisträgerin | Originaltitel                              | Deutscher Titel                   |                      |
| ---------- | --- | ------------------------------------------ | --------------------------------- | -------------------- |
| 1948       | Hildegard Knef | Film ohne Titel                            | Film ohne Titel                   |                      |
| 1949       | Hilde Krahl | Liebe 47                                   | Liebe 47                          |                      |
| 1950– 1957 | Preis nicht vergeben | Preis nicht vergeben                       | Preis nicht vergeben              | Preis nicht vergeben |
| 1958       | Carla Gravina | Amore e chiacchiere (Salviamo il panorama) | Liebe und Geschwätz               |                      |
| 1959       | Preis nicht vergeben | Preis nicht vergeben                       | Preis nicht vergeben              | Preis nicht vergeben |
| 1960       | Jana Brejchová | Vyšší princip                              | Das höhere Prinzip                |                      |
| 1961– 1963 | Preis nicht vergeben | Preis nicht vergeben                       | Preis nicht vergeben              | Preis nicht vergeben |
| 1964 1     | Hideko Takamine | 乱れる (Midareru)                          | Midareru – Sehnsucht              |                      |
| 1965– 1977 | Preis nicht vergeben | Preis nicht vergeben                       | Preis nicht vergeben              | Preis nicht vergeben |
| 1978       | Melanie Mayron | Girl Friends                               | Girlfriends                       |                      |
| 1979– 1989 | Preis nicht vergeben | Preis nicht vergeben                       | Preis nicht vergeben              | Preis nicht vergeben |
| 1990       | Emer McCourt | Hush-a-Bye Baby                            | Hush-A-Bye, Baby                  |                      |
| 1991– 1992 | Preis nicht vergeben | Preis nicht vergeben                       | Preis nicht vergeben              | Preis nicht vergeben |
| 1993 2     | Valeria Bruni Tedeschi | Les gens normaux n’ont rien d’exceptionnel | Verrückt – nach Liebe             |                      |
| 1994 2     | Bernadette Lafont Bulle Ogier                                                                                                  | Personne ne m’aime                         | Überdreht und durchgeknallt       |                      |
| 1995 2     | Johanna ter Steege | Tot ziens!                                 | Auf Wiedersehen                   |                      |
| 1996 2     | Valeria Bruni Tedeschi Alice Houri                                                                                             | Nénette et Boni                            | Nénette und Boni                  |                      |
| 1997 2     | Rona Hartner | Gadjo dilo                                 | Gadjo Dilo – Geliebter Fremder    |                      |
| 1998 2     | Rossy de Palma | Hors jeu                                   | Abseits                           |                      |
| 1999 2     | Véra Briole | 1999 Madeleine                             | 1999 Madeleine                    |                      |
| 2000 3     | Sabine Timoteo | L’amour, l’argent, l’amour                 | L’Amour                           |                      |
| 2001 3     | Kim Ho-jung | Nabi                                       | Nabi                              |                      |
| 2002 3     | Taraneh Alidoosti | Man, taraneh, panzdah sal daram            | Taraneh, 15 Jahre alt             |                      |
| 2003 3     | Diana Dumbrava | Maria                                      | Maria                             |                      |
| 2003 3     | Holly Hunter | Thirteen                                   | Dreizehn                          |                      |
| 2003 3     | Kirron Kher | Khamosh Pani: Silent Waters                | Schweigende Wasser – Khamosh Pani |                      |
| 2004 3     | Maria Kwiatkowsky Pinar Erincin                                                                                                | En Garde                                   | En Garde                          |                      |
| 2005 3     | Robin Wright Amanda Seyfried Sissy Spacek Holly Hunter LisaGay Hamilton Glenn Close Elpidia Carrillo Amy Brenneman Kathy Baker | Nine Lives                                 | Nine Lives                        |                      |
| 2006       | Amber Tamblyn | Stephanie Daley                            | Stephanie Daley                   |                      |
| 2007       | Marian Álvarez | Lo mejor de mí                             | Lo Mejor de mí                    |                      |
| 2008       | Ilaria Occhini | Mar nero                                   | Mar nero                          |                      |
| 2009       | Lotte Verbeek | Nothing Personal                           | Nothing Personal                  |                      |
| 2010       | Jasna Đuričić | Beli, beli svet                            | Weiße, weiße Welt                 |                      |
| 2011       | Maria Canale | Abrir puertas y ventanas                   | Abrir puertas y ventanas          |                      |
| 2012       | Nai An | 我还有话要说 (Wo hai you hua yao shou)     | Wo hai you hua yao shuo           |                      |
| 2013       | Brie Larson | Short Term 12                              | Short Term 12                     |                      |
| 2014       | Ariane Labed | Fidelio, l’odyssée d’Alice                 | Alice und das Meer                |                      |
| 2015       | Sachie Tanaka Hazuki Kikuchi Maiko Mihara Rira Kawamura                                                                        | ハッピーアワー (Happî awâ)                 | Happy Hour                        |                      |
| 2016       | Irena Iwanowa | Godless                                    | Godless                           |                      |
| 2017       | Isabelle Huppert | Madame Hyde                                | Madame Hyde                       |                      |
| 2018       | Andra Guţi | Alice T.                                   | Alice T.                          |                      |
| 2019       | Vitalina Varela | Vitalina Varela                            | Vitalina Varela                   |                      |
| 2021       | Anastassija Krassouskaja | Герда (Gerda)                              | Gerda                             |                      |
| 2022       | Daniela Marín Navarro | Tengo sueños eléctricos                    | Tengo sueños eléctricos           |                      |